# Леонт (математик)
Леонт (Λέων, вторая половина IV в. до н. э.) — древнегреческий математик, ученик Неоклида. 
Известен только по «каталогу геометров», приводимому Проклом.
Прокл сообщает, что Леонт составил Начала, весьма тщательные как по количеству, так и по полезности доказываемого; и он исследовал ограничения, когда искомая задача может быть разрешена и когда не может. Сочинение Леонта могло быть впоследствии использовано при составлении Начал Евклида.